# Paule Launay
Paule Charlotte Launay née le 1er janvier 1911 à Paris 10e et morte le 24 octobre 1986  à Saint-Martin-de-Ré (Charente-Maritime), est une actrice française.

## Filmographie

### Cinéma
- 1934 : Pour un piano, court-métrage de Pierre Chenal
- 1935 : Paris Camargue de Jack Forrester
- 1946 : Contre-enquête de Jean Faurez
- 1947 : Copie conforme de Jean Dréville
- 1948 : Les Frères Bouquinquant de Louis Daquin
- 1949 : L'Invité du mardi de Jacques Deval
- 1950 : Miquette et sa mère de Henri-Georges Clouzot
- 1950 : Lady Paname de Henri Jeanson
- 1950 : Le Château de verre de René Clément
- 1950 : Pas de pitié pour les femmes de Christian Stengel
- 1950 : Sacré gendarme, court-métrage anonyme
- 1951 : Les Surprises d'une nuit de noces de Jean Vallée
- 1952 : Drôle de noce de Léo Joannon
- 1952 : La Forêt de l'adieu de Ralph Habib
- 1953 : Horizons sans fin de Jean Dréville
- 1957 : Pot-Bouille de Julien Duvivier

### Télévision
- 1971 : Le Voyageur des siècles  réalisé par Jean Dréville : la patronne de l'auberge (épisode 4)